# Propiedad organoléptica
Las propiedades organolépticas son todas aquellas descripciones de las características físicas que tiene la materia en general, según las pueden percibir los sentidos, como por ejemplo su sabor, textura, olor, color, sonido o temperatura. Su estudio es importante en las ramas de la ciencia en que es habitual evaluar inicialmente las características de la materia sin la ayuda de instrumentos de medición.

## Ciencias de la alimentación
El primer capítulo en el análisis de un alimento es precisamente el de estas propiedades, antes de estudiar en el laboratorio otras características físicas y químicas de la materia como el contenido de distintos nutrientes, de energía, etc.
Esas propiedades son utilizadas cotidianamente para distinguir por ejemplo un alimento fresco de uno descompuesto o en mal estado, estudiando el color, el olor o la textura.
En el ámbito comercial, restaurantes o negocios de alimentos, sirven para detectar ingredientes y productos en los platos o preparaciones.
Algunos alimentos son objeto de catas profesionales en los que se estudian detalladamente estas propiedades. Es el caso de la cata de vinos, que ha desarrollado un completo sistema para definirlas, comenzando con la vista (color, transparencia, nitidez) ayudándose de movimientos de copa para observar el comportamiento del líquido (lagrimeo, adherencia) siguiendo con el olfato antes y después de rotar el líquido en la copa, y culminando con distintas fases gustativas (ataque, evolución, impresión, retronasal, postgusto). También el aceite de oliva virgen se califica en la cata o análisis sensorial.
El examen organoléptico del agua consiste en la valoración del agua de consumo humano según su olor, sabor, color y turbidez.

## Ciencias de la construcción

### Materiales de construcción
El primer paso en el análisis de un material de construcción es también el de estas propiedades. Su estudio es importante para poder tomar decisiones a pie de obra sin intervención de análisis más complejos, pues nos indican si el material es apto para su uso.
Las propiedades organolépticas de los materiales de construcción pueden ser: aspecto, forma, dimensiones, textura, irregularidades, color, estructura, homogeneidad, presencia de grietas, pelos, nódulos o coqueras, estudio de la fractura, morfología, etc.

### Patología y lesiones de la construcción
La inspección de edificios se inicia con un proceso organoléptico, que consiste en la revisión de los elementos constructivos basándose en los sentidos. Puede contarse, además,  con instrumentos y herramientas simples, complementándose de ser necesario con pruebas y ensayos no destructivos de distinta naturaleza.
En la tarea técnica según criterios organolépticos, se determina la situación técnica general de la construcción, sus principales indicadores físicos y las posibles acciones necesarias.
Por la premura de la necesidad de obtención de resultados y el alcance de los trabajos propuestos, los métodos organolépticos se usan frecuentemente para informar decisiones de urgencia o como base para emprender trabajos de mayor profundidad de análisis que requieran estudios analíticos.
El técnico que evalúa una edificación utilizando sus sentidos identifica visualmente posibles síntomas de distintas patologías, descubre en los olores del ambiente probables emanaciones de gases corrosivos, la humedad probable, presencia de algún tipo de vegetación, o identificar por su sabor las sales blanquecinas que afloran en la superficie. La vista y el tacto son fundamentales.

## Agricultura

### Edafología
La determinación de la clase textural de los suelos se lleva a cabo en el campo mediante el método organoléptico, que combina principalmente vista, tacto, y en ocasiones el sabor. Este método requiere mucha práctica por parte del evaluador y, aunque puedan obtenerse apreciaciones muy próximas a las reales, no deja de ser un método estimativo. Si se requiere una determinación más precisa de la textura del suelo, debe recurrirse al análisis de laboratorio.

## Algunas propiedades
- aroma
- brillo

- color

- olor
- sabor
- sonido
- temperatura
- textura